# Berat (kraj)
Kraj Berat (albánsky Rrethi i Beratit) je jeden z dvanáctí krajů v Albánii. Nachází se v středo-jižní části země. Správním centrem kraje, v jehož čele stojí prefekt, je Berat. Významná pro tuto oblast je těžba ropy a její zpracování ve větších městech.

## Demografie
Podle sčítání lidu z roku 2011 žije v tomto kraji 141 944 obyvatel. Etnické skupiny jsou:
- Albánci = 119,159 (83.95%)
- Řekové = 180 (0.13%)
- Makedonci = 13 (0.01%)
- Černohorci = 1 (0.00%)
- Arumuni = 670 (0.47%)
- Romové = 202 (0.14%)
- Egypťané = 108 (0.08%)
- ostatní = 36 (0.03%)
- bez odpovědi = 20,427 (14.39%)

V tomto regionu je nejrozšířenější vírou islám a vyznává jej 40,18 % obyvatelstva. Dále se tu vyskytují muslimové směru Bektášija (8,23 %), křesťané bez hlavního směru (13,88 %) a pravoslavní (7,48 %). Nejmenší zastoupení zde mají evangelíci (0,05 %) a katolíci (1,15 %).